# مرقد هادي الكاظم
مرقد هادي الكاظم (بالفارسية: امامزاده هادی) هو مرقد شيعي تاريخي يعود إلى عصر الدولة الصفوية، ويقع في الري.